# For the Punx
For the Punx var det första fullängdsalbumet av punkrockgruppen The Casualties och släpptes 1997.

## Låtlista
1. "For the Punx" - 2:34
2. "Ugly Bastards" - 1:44
3. "City Life" - 2:26
4. "Riot" - 1:51
5. "Casualties" - 1:50
6. "Who's Gonna Be..." - 2:29
7. "Police Brutality" - 1:54
8. "Punx and Skinz" - 1:44
9. "Destruction and Hate" - 1:56
10. "Two Faced" - 1:51
11. "Chaos Punx" - 2:08
12. "Punk Rock Love" - 1:45